# In the Ghetto
"In the Ghetto" er en komposition fra 1969 af Mac Davis. Sangen er indsunget af Elvis Presley den 20. januar 1969 i American Studios i Memphis og udsendt som A-side på en singleplade med sangen "Any Day Now" (Bob Hilliard, Burt Bacharach) som B-side. Sangen blev endvidere udsendt på albummet From Elvis In Memphis fra maj 1969. "In the Ghetto" gav Elvis Presley et kæmpe come-back og var hans første single i fire år, som var på de amerikanske hitlisters Top 10.
Elvis havde i en periode sangen på sit koncertrepertoire, og en optagelse fra en koncert på The International Hotel i Las Vegas den 25. august 1969 blev i november 1969 udsendt på dobbeltalbummet Elvis – From Memphis To Vegas/From Vegas To Memphis.
Den 24. september 2002 udgav RCA en CD med titlen "ELV1S 30 #1 HITS" (bemærk at 'i' i Elvis er erstattet af et 1-tal), hvor "In The Ghetto" var med. Denne nye CD blev, ligesom i sin tid sangene på den, nummer 1 på hitlisterne rundt om i verden, – 25 år efter kunstnerens død!
Sangen blev oprindeligt tilbudt både Sammy Davis Jr. og Bill Medley, der begge afslog at indspille den, selv om Sammy Davis Jr. senere fortrød og har lavet sin egen indspilning af nummeret. Titlen på "In the Ghetto" var fra starten "The Vicious Circle" (Den onde cirkel) men denne titel var for kontroversiel for Elvis Presley.

## Sangens handling
Det er en sang med det evigt gældende tema: Den sociale arv. Sangen fortæller om en dreng, der netop er født af en mor, som i forvejen har børn nok at føde på i sin dagligdag i Chicagos ghetto. Drengen gror op evigt sulten og må klare sig efter bedste beskub. Han smårapser og slås, køber en pistol, stjæler en bil, men bliver set. Han forsøger at flygte, men bliver skudt. Han dør netop som hans egen søn bliver født. Man er ikke i tvivl om, at skæbnen går i arv til næste generation i en ubrudt cirkel.
Fornemmelsen af den ubrudte cirkel forstærkes af strukturen i melodien og den tilbagevendende frase "in the ghetto" som en afslutning på hver fjerde linje i sangen sammen med en gentagelse af linjen fra første vers "and his mama cries" til slut i sangen.

## Grammynominering
"In the Ghetto" blev i 1970 nomineret til en Grammy i kategorien Contemporary Song (Årets sang), uden dog at vinde.

## Lisa Marie Presleys brug af sangen
16. august 2007, på 30-årsdagen for hendes fars død, blev singlen "In The Ghetto" udsendt af Lisa Marie Presley. Det var den originale Elvis-version fra 1969, som Lisa Marie brugte til at re-mixe en duet mellem sig selv og sin far.

## Links
- Interview m. Lisa Marie Presley om hendes trick-indspilning af sangen s.m. Elvis Presley